# Titularbistum Tripolis in Lydia
Tripolis in Lydia (ital.: Tripoli di Lidia) ist ein Titularbistum der römisch-katholischen Kirche.
Es geht zurück auf ein früheres Bistum der antiken Stadt Tripolis ad Maeandrum am Oberlauf des Mäander in Lydien, östlich des heutigen Buldan in der türkischen Provinz Denizli. Das Bistum gehörte der Kirchenprovinz Sardes an.
| Titularbischöfe von Tripolis in Lydia |                 |     |                  |     |
| Nr.                                   | Name            | Amt | von              | bis |
| 1                                     | Filippo Manetti |     | 22. Februar 1867 |     |